# Alessio Sartori
Alessio Sartori, italijanski veslač, * 13. november 1976.
Sartori je za Italijo nastopil na Poletnih olimpijskih igrah 2000, 2004, 2008 in 2012.
Na igrah v Sydneyju je v dvojnem četvercu osvojil zlato medaljo. Njegovi soveslači so bili Agostino Abbagnale, Simone Raineri ter Rossano Galtarossa. 
Na igrah leta 2004 v Atenah je v paru z Rossanom Galtarosso v dvojnem dvojcu osvojil bronasto medaljo
Na igrah v Pekingu leta 2008 je veslal v četvercu brez krmarja, ki je osvojil 11. mesto.